# トム・ケアニー
トム・ケアニー（Tom Cairney 、1991年1月20日 - ）は、イングランド・ノッティンガム出身のプロサッカー選手。スコットランド代表。フラムFC所属。ポジションはMF。

## 経歴

### クラブ
リーズ・ユナイテッドFCのユースチームに所属していたが、身長に難があることから16歳で放出された。
リーズ退団後、ハル・シティAFCのユースチームに入団。2009年6月にクラブと最初のプロ契約を結んだ。2009年8月のフットボールリーグカップ・サウスエンド・ユナイテッドFC戦でトップチームデビュー。
2013年8月1日、ブラックバーン・ローヴァーズFCにレンタルで加入。2014年1月2日、ブラックバーンに完全移籍。
ケアニーは2015年6月26日にフラムFCに移籍し、4年契約を結んだ。移籍金は推定300万ポンドとされている。
2017-18シーズン前に、クラブとの契約を1年延長した。スコット・パーカーに代わって、チームのキャプテンに任命された。
2018年1月、ウェストハム・ユナイテッドから1500万ポンドと1800万ポンドのオファーを受けたが、クラブが拒否した。
2019年5月、クラブと新たに長期契約を締結した。2024年1月2日、クラブとの契約を2025年の夏まで延長した。

### 代表
生まれはイングランドながら、父親がスコットランド出身のため一貫してスコットランド代表に選出されている。
2017年3月、A代表に初招集され、親善試合のカナダ戦で初出場を果たした。

## タイトル
個人
- PFAチャンピオンシップ年間ベストイレブン: 2017, 2018